# Abadam (Nigéria)
Abadam é uma cidade e área de governo local no estado de Borno, na Nigéria, na costa ocidental do Lago Chade. Sua sede fica na cidade de Malumfatori.
Possui uma área de 3.973 km² e uma população de 100.180 segundo o censo de 2006.
O código postal da área é 602.